# Gerry Collins (polityk)
Gerry Collins, właśc. James Gerard Collins, irl. Gearóid Ó Coileáin (ur. 16 października 1938 w Abbeyfeale) – irlandzki polityk, długoletni parlamentarzysta krajowy oraz minister, m.in. w 1982 oraz w latach 1989–1992 minister spraw zagranicznych Irlandii, od 1994 do 2004 deputowany do Parlamentu Europejskiego IV i V kadencji.

## Życiorys
Kształcił się m.in. na University College Dublin. Pracował jako nauczyciel przedmiotów zawodowych, następnie w połowie lat 60. był asystentem sekretarza generalnego partii Fianna Fáil.
W 1965 po raz pierwszy uzyskał mandat deputowanego do izby niższej irlandzkiego parlamentu z okręgu Limerick West. Posłem do Dáil Éireann był nieprzerwanie do 1997 w ramach 18., 19., 20., 21., 22., 23., 24., 25., 26. i 27. kadencji. W latach 1969–1970 pełnił funkcję parlamentarnego sekretarza ministra przemysłu i handlu oraz ministra ds. Gaeltachtu. Od 1970 do 1973 sprawował urząd ministra poczt i telegrafów. Dwukrotnie (1977–1981 i 1987–1989) był ministrem sprawiedliwości
Sprawował urząd ministra spraw zagranicznych Irlandii w drugim rządzie premiera Charlesa Haugheya od 9 marca 1982, kiedy to zastąpił na stanowisku Jamesa Dooge’a, przez dziewięć miesięcy do 14 grudnia 1982. Jego następcą został Peter Barry. 12 lipca 1989 w trzecim rządzie Charlesa Haugheya ponownie został ministrem spraw zagranicznych, zastępując zastąpił Briana Lenihana. Urząd ten sprawował do 11 lutego 1992, gdy na czele MSZ stanął David Andrews.
W wyborach europejskich w 1994 z ramienia Fianna Fáil po raz pierwszy został posłem do Parlamentu Europejskiego. Pięć lat później skutecznie ubiegał się o reelekcję. Należał m.in. do grupy Unii na rzecz Europy Narodów, pracował w Komisji Polityki Regionalnej, Transportu i Turystyki. Od 1998 do 1999 był wiceprzewodniczącym Europarlamentu IV kadencji. W PE zasiadał do 2004, kiedy to nie został wybrany na kolejną kadencję. Następnie wycofał się z działalności politycznej.